# St. Louis All-Stars
Die St. Louis All-Stars waren eine amerikanische American-Football-Mannschaft aus St. Louis, Missouri, die 1923 in der National Football League (NFL) spielte.

## Geschichte
Der 25-jährige Ollie Kraehe (22. August 1898 – 2. November 1969) hatte als Guard in der Mannschaft in der Washington University gespielt. 1922 war er im Kader der Rock Island Independents, Trainer war der ebenfalls aus St. Louis stammende Football-Star Jimmy Conzelman. Am 23. Dezember 1922 veranstaltete Conzelman ein Freundschaftsspiel mit einer von ihm aufgestellten Mannschaft unter dem Namen „All-Stars“ gegen eine Mannschaft um den ehemaligen College-Star Bo McMillin. Das Spiel sahen rund 4000 Zuschauer.
Kraehe der in Conzelmans Team mitspielte, wusste dass in Orten wie Rock Island und Green Bay das Interesse der Zuschauer an professionellen Football relativ hoch war. Er ging deshalb angesichts der relativ hohen Zuschauerzahl des kurzfristig angesetzten Spieles davon aus, dass in noch größeren Städten sich eine ausreichende Zahl von Zuschauern finden würde, um eine Football-Mannschaft profitabel zu betreiben.
Kraehe wählte seine Heimatstadt St. Louis als Standort der Football-Mannschaft. Mit der Zahlung der Franchisegebühr von 100 Dollar erhielt Kraehe am 29. September 1923 das Recht mit einer Mannschaft aus St. Louis an der National Football League teilzunehmen. Als schwieriger erwies es sich, entsprechende gute Spieler zu finden und unter Vertrag zu nehmen. Trotz des vielsprechenden Team-Namens „All-Stars“ gelang es Kraehe, nur zwei Spieler der All-Americans-Auswahl zu verpflichten. Viele Spieler kamen von der St. Louis University und der Washington University. Unter den Spieler war auch ein Jack Gray, der angab, 1922 für die Princeton University in der All-Americans-Auswahl gespielt zu haben. Nachdem Kraehe ihn an Curly Lambeau von den Green Bay Packers verkauft hatte, flog der Betrug auf.
Kraehe war nicht nur Eigentümer, sondern war auch als Manager und Trainer aktiv. Daneben spielte er selber als Lineman mit.
Als Stadion pachtete Kraehe das Baseball-Stadion der St. Louis Browns, den Sportsman's Park mit rund 24.000 Sitzplätzen. Daneben konnte er den Außenbereich des Stadions für Trainingseinheiten nutzen, wenn nicht die Universitätsmannschaft das Gelände benötigte. Außerdem war kein Spielbetrieb möglich, wenn das Baseball-Team die Play-offs (World Series) erreicht hätte. Kraehe musste für die Nutzung 15 % der Einnahmen, bzw. 20 % bei mehr als 10.000 Dollar, an die Browns abführen.
Nachdem die All-Stars zuerst mit 25:0 ein Nicht-NFL-Team besiegten, folgten zwei punktlose Unentschieden auswärts gegen die Green Bay Packers und daheim gegen die Hammond Pros. Das erste Heimspiel im Sportsman’s Park verfolgten nur 719 Personen und brachten Kraehe einen Verlust von 2000 Dollar. Er schob dies auf das schlechte Wetter und die Konkurrenz mit der gleichzeitig stattfindenden World Series. Als Grund für die geringe Zuschauerzahl werden jedoch auch die hohen Ticketpreise genannt: für einen Sitzplatz zahlte man 1,65 $, für einen Stehplatz 1,10 $, sowie die relativ defensive Teamstrategie, bei der kaum Punkte erzielt wurden. Den Oktober schlossen die All-Stars mit zwei 0:6-Niederlagen bei Auswärtsspielen bei den Cleveland Indians und Milwaukee Badgers ab.
Das erste Spiel im November 1923 war ein Heimspiel gegen die Packers. Bei schlechtem Wetter und vor 750 Zuschauern verloren die All-Stars mit 0:3. Ihren einzigen Sieg erreichten die All-Stars am 11. November 1923 mit 14:7 gegen die Oorang Indians mit Sportstar Jim Thorpe. Dieser Sieg wurde bei gutem Wetter vor ca. 5000 Zuschauern erzielt. Zwei Wochen später spielten die All-Stars daheim gegen die Milwaukee Badgers, welche von Jimmy Conzelman angeführt wurden. Dennoch kamen nur 2395 Zuschauer, die sahen wie die Badgers mit 17:0 gewannen.
Aufgrund von Verletzungsproblemen mussten die All-Stars das finale Ligaspiel gegen die Cleveland Indians absagen. Es folgte noch ein Nicht-Liga-Spiel in Benld, Illinois, wo die All-Stars 7:9 verloren. Kraehe brach das Projekt in der Folge ab und das Team wurde aufgelöst. Insgesamt verlor Kraehe etwa 6300 $. Die Franchise wurde an die NFL zurückgegeben.

## Uniform
Die Jerseys des Teams waren rot.

## Statistik
| Saison | Siege | Niederlagen | Unentschieden | Punkte erzielt | Punkte zugelassen | Platzierung  | Head Coach   |
| ------ | ----- | ----------- | ------------- | -------------- | ----------------- | ------------ | ------------ |
| 1923   | 1     | 4           | 2             | 14             | 39                | 14. (von 20) | Ollie Kraehe |